# آنانیا موکاتسی
{{جعبه اطلاعات شاعر و نویسنده
| نام                    = آنانیا موکاتسی
| ملیت                   = ارمنی
| تاریخ تولد             = ۹۰۰ میلادی
| محل تولد               =، ارمنستان
| تاریخ مرگ              = ۹۶۸ (۶۷−۶۸ سال)
| محل مرگ                =،
| پیشه                   = تاریخ‌نگار، کشیش
آنانیا موکاتسی (ارمنی: Անանիա Ա Մոկացի؛ انگلیسی: Ananias I of Armenia؛ ۹۰۰ – ۹۶۸) کشیش و تاریخ‌نگار اهل ارمنستان بود. وی جاثلیق کلیسای حواری ارمنی بین سال‌های ۹۴۹ تا ۹۶۸ میلادی بوده است.